# Højspændingsforbindelsen Asnæsværket-Kyndbyværket
|  | Denne artikel beskriver en fremtidig begivenhed Denne artikel eller sektion handler om planlagt eller forventet fremtidig begivenhed. Der kan forekomme spekulativ information, og indholdet kan ændres dramatisk når begivenheden nærmer sig og mere information bliver tilgængelig. |

Højspændingsforbindelsen Asnæsværket-Kyndbyværket er en foreslået 400 kV højspændingsforbindelse der skulle går fra Asnæsværket ved Kalundborg i Nordvestsjælland til Kyndbyværket ved Kyndby Huse på Hornsherred i Nordsjælland.
Forbindelsen er foreslået som kabelforbindelse og forventes at blive 60 km lang.
Den kommer til at gå igennem Kalundborg Kommune, Holbæk Kommune og Frederikssund Kommune og kommer til at blive drevet af Energinet.
Forbindelsen skal være med til at binde de to kraftværker Asnæsværket og Kyndbyværket bedre sammen, men også for Asnæsværket kan blive koblet bedre sammen med elnettet i hovedstadsområdet.